# ثائر الحسناوي
ثائر جياد الحسناوي (بالإنجليزية: Thaer Alhasnawi) مقدم برامج وصحفي عراقي ,كاتب، سيناريست من بغداد. وكان مدير عاما لقناة آسيا الفضائية. والان هو المدير العام لقناة البصرة الفضائية.

## سيرته
ثائر جياد الحسناوي من مواليد بغداد وسجن لمدة 8 سنوات بسبب نشاطه السياسي ضد نظام صدام حسين حتى خرج بالعفو العام عام 2002 حاصل على شهادة البكالوريوس في الرياضيات وفي عام 2019 حصل على الماجستير في الرياضيات من جامعة الكوفة.
عمل ثائر جياد الحسناوي مستشارا إعلاميا في مجلس الحكم في العراق، ومديرا للبحث والتطوير ب شبكة الإعلام العراقي، ومديرا لاذاعة بابل، ومعاونا لرئيس هيئة البث والارسال العراقية وآخرها عمل مدير لقناة آسيا الفضائية.
السيناريست ثائر جياد الحسناوي، كتب العديد من المقالات السياسية والاجتماعية وقدم وأعد بعض البرامج التليفزيونية والإذاعية كتابة سيناريو مسلسل دولة الخرافة وتأليفه لمسلسل وارد أمريكي عام 2020 وبرنامج طنب رسلان.